# Yves Daudet
Yves Daudet (* 22. Juni 1940 in Bordeaux) ist ein französischer Jurist und seit 1995 Professor für Völkerrecht an der Universität Paris I Panthéon-Sorbonne.

## Leben
Yves Daudet wurde 1940 in Bordeaux geboren und studierte bis 1964 Rechtswissenschaften in Paris, wo er 1967 auch promovierte. Anschließend war er bis 1969 Dozent und später Professor in Rabat. Er wechselte dann an die Universität Bordeaux und im Jahr 1971 an die Universität Aix-Marseille II. Von 1973 bis 1975 war er in der Elfenbeinküste an der Rechtswissenschaftlichen Fakultät der Universität von Abidjan tätig. Anschließend ging er an die 1973 neu gegründete Universität Aix-Marseille III. Im Jahr 1984 nahm er eine Stelle im Justizministerium der Republik Mauritius und an der Universität von Mauritius an. Vier Jahre später kehrte an die Universität Aix-Marseille III zurück, seit 1995 ist er Professor für Völkerrecht an der Universität Paris I Panthéon-Sorbonne.
Im Jahr 2001 unterrichtete er Kurse an der Akademie für Völkerrecht im niederländischen Den Haag. Seit dem Beginn des Jahres 2005 ist er Generalsekretär der Akademie und Mitglied des Kuratoriums. Am Internationalen Gerichtshof wurde er in mehreren Fällen als Ad-hoc-Richter ausgewählt.

## Werke (Auswahl)
- La présidence des assemblées parlementaires françaises. Paris 1965
- Les Conférences des Nations Unies pour la codification du droit international. Paris 1968
- Le droit à l'éducation: analyse des instruments normatifs de l'UNESCO. Paris 2001